# Salim Ghazi Saeedi
Salim Ghazi Saeedi (1981-) é um compositor e guitarrista iraniano de uma variedade de gêneros que vão desde o metal progressivo e o jazz fusion ao rock de vanguarda, e o rock eletrônico progressivo o Rock in Opposition (RIO). Além do mais, algumas críticas preferem o rock arte e reconhecem sua música com um enfoque minimalista.

## Biografia
Salim Ghazi Saeedi nasceu em 1981 no Irã, Teerã. Em 1999 começou a aprender a tocar guitarra sozinho e a compor música. Ele gravou três discos "Abrahadabra" (2006), "Sovereign" (2007) e "Ustuqus-al-Uss" (2008) na banda Arashk. Lançou seu quarto disco solo "Iconophobic" em 2010 no qual fez o papel de compositor, guitarrista, tecladista, arranjador, engenheiro de mixagem e produtor. Em 2011 ele publicou "Human Encounter".
Seus discos são de conceito que possuem elementos da música clássica, eletrônica e do rock progressivo com uma diversidade de uso de instrumentos. Ele se descreve como "um improvisador contínuo... tanto em interpretação como em composição".

## Discografia
- namoWoman - Salim Ghazi Saeedi (2012)
- Human Encounter - Salim Ghazi Saeedi (2011)
- Iconophobic - Salim Ghazi Saeedi (2010)
- Ustuqus-al-Uss - Arashk (2008)
- Sovereign - Arashk (2007)
- Abrahadabra - Arashk (2006)

## Influencias Musicales
Suas principais influências incluem Jeff Beck e Thelonious Monk. Salim fala sobre seu estilo de música: "Nunca decidi compor no gênero progressivo. Apenas tenho um gosto bem versátil de ouvir música... Talvez seja assim que o gênero progressivo se manifesta. Deixe sua mente livre e ela se tornará progressiva!